# Platygaster errans
Platygaster errans är en stekelart som beskrevs av Fouts 1924. Platygaster errans ingår i släktet Platygaster och familjen gallmyggesteklar. Inga underarter finns listade i Catalogue of Life.